# Hôtel Transylvanie (jeu vidéo)
Hôtel Transylvanie (Hotel Transylvania) est un jeu vidéo d'action et de plates-formes développé par WayForward Technologies et édité par GameMill Publishing, sorti en 2012 sur Nintendo DS et Nintendo 3DS.
Il est adapté du long métrage du même nom.

## Accueil
- Jeuxvideo.com : 7/20[1]